# Élections préfectorales québécoises de 2013
 (juin 2021).
Si vous disposez d'ouvrages ou d'articles de référence ou si vous connaissez des sites web de qualité traitant du thème abordé ici, merci de compléter l'article en donnant les références utiles à sa vérifiabilité et en les liant à la section « Notes et références ».
Les élections québécoises de 2013 à la préfecture, organisées dans le cadre des élections municipales, se sont déroulées dans les municipalités régionales de comté du Québec le 3 novembre 2013.

## Contexte et déroulement
Une nouvelle municipalité régionale de comté, Le Rocher-Percé, a fait le choix d'élire son préfet par suffrage universel lors de ces élections. Le nombre de préfets élus par la population passe de 13 à 14. Toutefois, seulement 6 élections se sont déroulées puisque 7 préfets n'ont eu aucun adversaire et qu'une a été reportée en 2015 (Le Granit, en raison de la tragédie ferroviaire de Lac-Mégantic)
Les 73 autres préfets ont été élus par leurs pairs lors du conseil de leur MRC.